# Qobustanská archeologická rezervace
Qobustanská archeologická rezervace (ázerbájdžánsky Qobustan dövlət tarixi-bədii qoruğu, v překladu Qobustánská státní historicko-umělecká rezervace) se nachází v ázerbájdžánském Qobustanu. Zdejší skalní kresby jsou staré až 4000 let.[zdroj?] Skály zde ukrývají sbírku až šesti tisíc skalních kreseb. Nacházejí se zde také zbytky osídlení a pohřebišť starých obyvatel od konce doby ledové až do středověku.
Od roku 2007 jsou skalní umění a památky osídlení v Gobustanu zapsány jako chráněná památka na Seznamu světového dědictví UNESCO.

## Fotogalerie

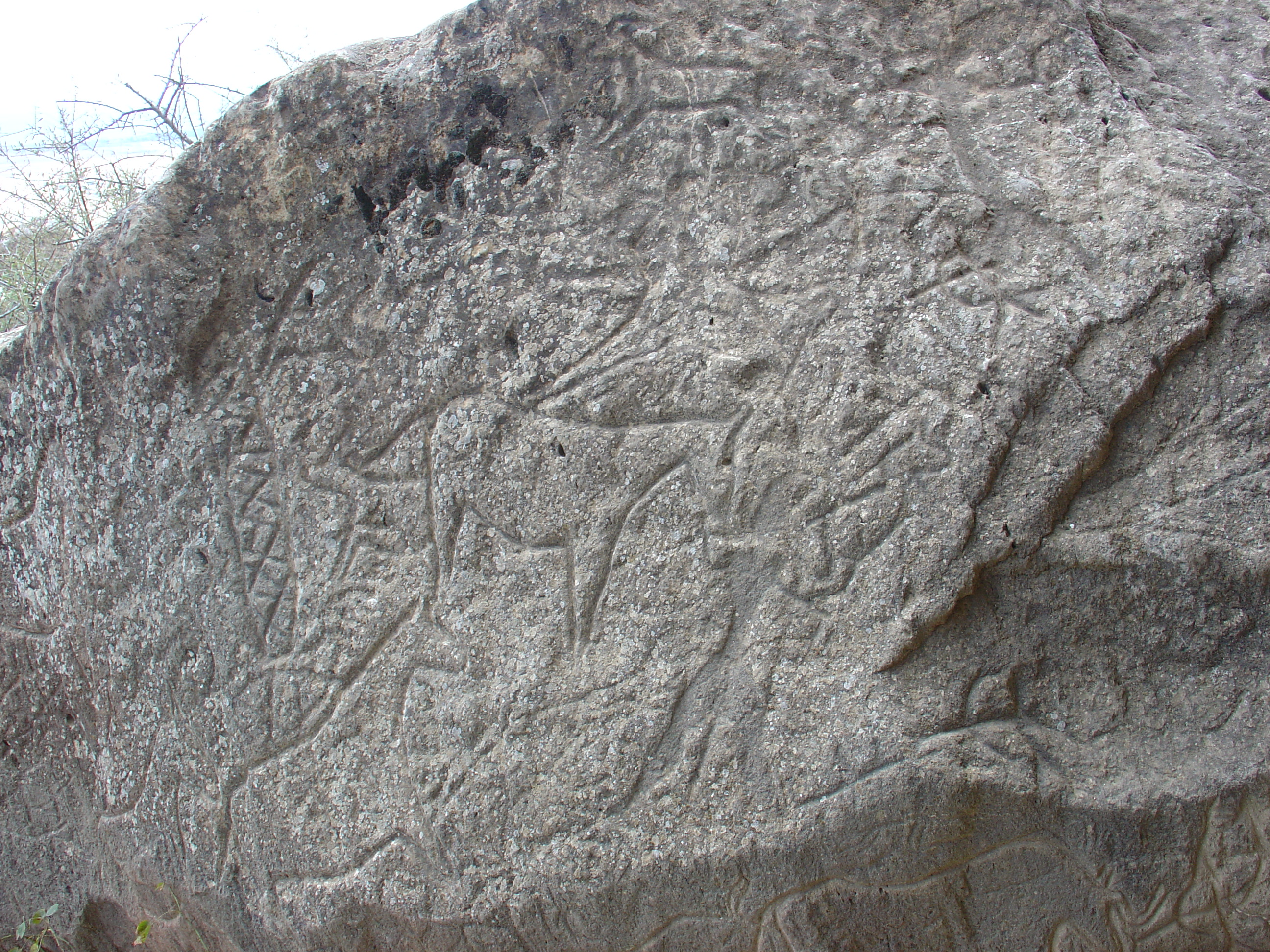
Skalní rytiny
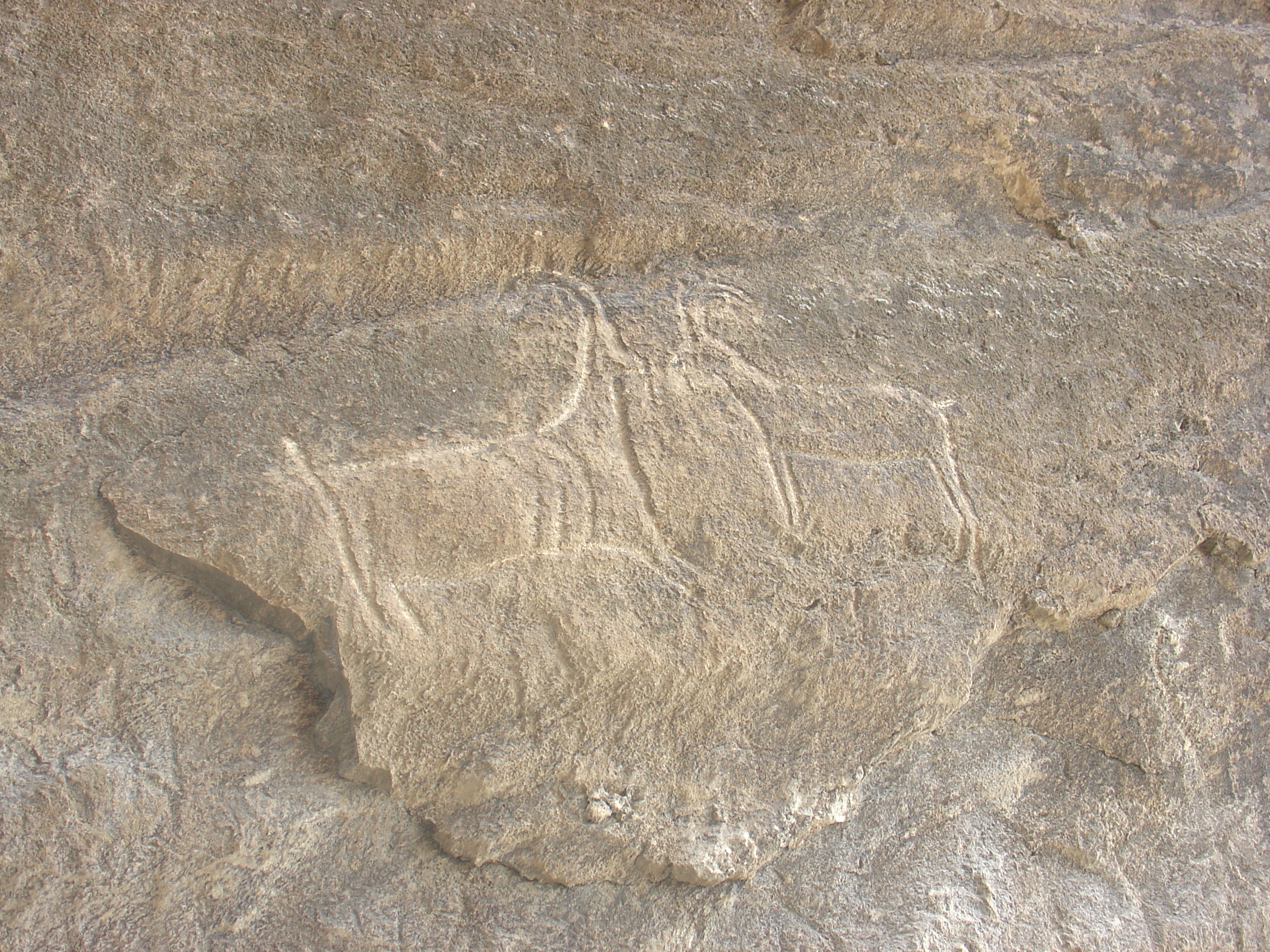
Skalní rytiny